# 정명훈 (래퍼)
정명훈(1981년 2월 21일~)은 대한민국의 가수 겸 래퍼이자 방송인이다. 지난날 1997년부터 《OPPA》와, 《PLT》의 구성원이었으며, VJ로 활동하다가 2003년 잠시 《코요태》의 객원 래퍼로 1년간 활동했다.